# Bavel
Bavel is een dorp in de gemeente Breda, in de Nederlandse provincie Noord-Brabant. Bavel ligt ten zuidoosten van Breda en telt 8.535 inwoners in de gemeente Breda en 50 inwoners in de gemeente Alphen-Chaam (CBS).

## Toponymie
De herkomst van de naam Bavel is niet geheel duidelijk. Deze is een samentrekking van Bavo en lo en betekent dus bos van Bavo. Dat het zou gaan om Sint-Bavo is verre van zeker. Dat het betrekking zou hebben op een bezit van de Sint-Baafsabdij te Gent is nimmer aangetoond, hoewel deze abdij wél bezittingen in nabijgelegen plaatsen als Zundert en Rijsbergen heeft gehad. De betreffende Bavo kan echter ook een eigennaam geweest zijn van een boer of ander onbekend persoon.

## Geschiedenis
De eerste vermelding van Bavel stamt uit 1150. De plaats wordt genoemd in een oorkonde uit dat jaar door Engelbert van Bavel. In een document uit 1299 komt de naam terug, hierin werden inkomsten van de parochie van Gilze en de Abdij van Thorn geregeld. Hierin werd vermeld dat ook de inwoners van Bavel tienden moesten afdragen. In 1317 werd Bavel een zelfstandige parochie, die afgesplitst werd van die van Gilze. Bavel was ooit een zelfstandige heerlijkheid, maar werd uiteindelijk deel van de Baronie van Breda. Een dorp met een echte kern is Bavel lang niet geweest. Het bestond veeleer uit een aantal verspreid liggende buurtschappen met een kerk. Er was sprake van ontginningen en reeds in de 16e eeuw werd een deel van de heide met bos beplant. Uiteindelijk werd na 1900 het bos weer in landbouwgrond omgezet. Bavel was toen een straatdorp dat geleidelijk meer woningen ging omvatten. In de jaren na 1960 kwam Bavel in toenemende mate onder invloed van verstedelijking. Autowegen werden aangelegd en uiteindelijk kwam Bavel vlak bij een autowegknooppunt te liggen en werd aan twee zijden door snelwegen ingesloten. Ook kwamen er woonwijken en groeide Bavel aan de gemeente Breda vast. De voorlopig laatste wijk is Nieuw Wolfslaar, die in het eerste decennium van de 21e eeuw werd gebouwd, echter van het dorp Bavel afgesneden door de A27, die overgestoken kan worden door middel van een fietsbrug. Parallel aan de A27 ligt een geluidswal (1.365 m), in deze geluidswal is een koelingssysteem geïntegreerd voor de woningen in de wijk Nieuw Wolfslaar.
Bavel is nooit een zelfstandige gemeente geweest. Vanouds behoorde het tot de schepenbank Ginneken en Bavel. In de periode vóór 1942 behoorde het eveneens tot de gemeente Ginneken en Bavel. In dit jaar werd de plaats Ginneken door de gemeente Breda geannexeerd, waarna het restant van de gemeente in de nieuwe gemeente Nieuw-Ginneken opging. Deze gemeente werd bij de gemeentelijke herindeling in 1997 opgeheven, waarna Bavel bij Breda werd gevoegd. Een deel van het buitengebied is overgegaan naar de gemeente Alphen-Chaam. Het betreft het deel ten zuiden van de A58. Om verwarring te voorkomen met het Bredase deel werd aan dit gebied aanvankelijk de naam Geersbroek toegekend. Protest bij de gemeente Alphen-Chaam heeft ertoe geleid dat de naam Bavel ook voor het Alphen-Chaamse deel gehandhaafd blijft. In 1996, kort voor de opheffing van de gemeente Nieuw-Ginneken, heeft die gemeente een dorpswapen voor Bavel vastgesteld, dat door zowel Breda als Alphen-Chaam is bevestigd. Het dorpswapen heeft uitsluitend een ceremoniële functie.

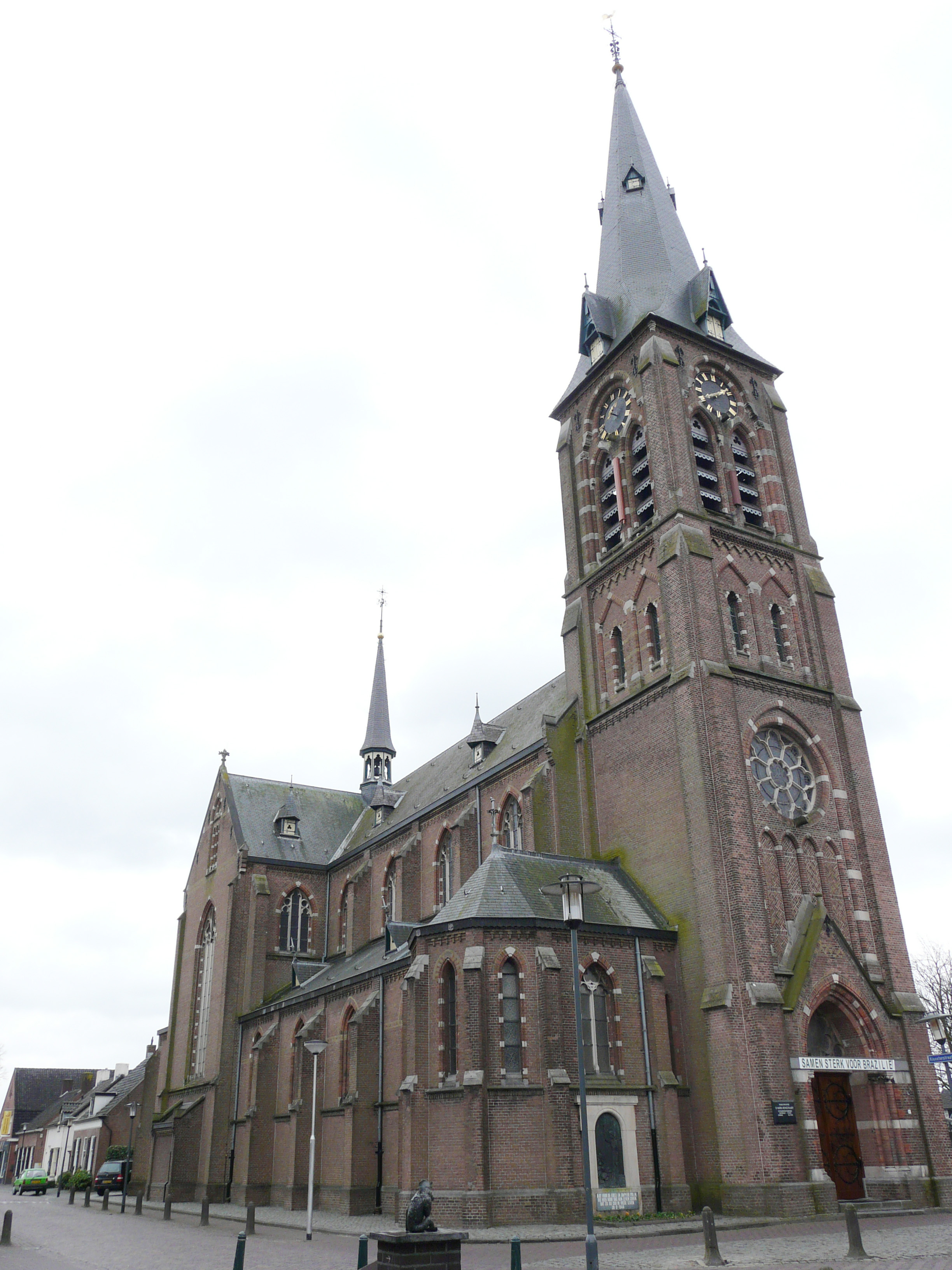
Heilige Maria Hemelvaartkerk

## Bezienswaardigheden
- De Heilige Maria Hemelvaartkerk, een neogotische kerk uit 1887.
- Korenmolen De Hoop, een ronde stenen beltmolen uit 1865.
- Het voormalig Brigidaklooster van de zusters Franciscanessen van Roosendaal aan Kloosterstraat 5, ontworpen door Paul Bellot en gebouwd in 1922. De zusters verzorgden kleuteronderwijs en vanaf 1930 ook lager onderwijs voor meisjes. In 1950 werd het nog uitgebreid, maar uiteindelijk vertrokken de zusters en werd het klooster een cultureel centrum.
- Heilig Hartbeeld aan de Kerkstraat.

## Natuur en landschap
De Pleistocene perioden het Bavelien en het Bavel Interglaciaal zijn vernoemd naar deze plaats. Het Bavel Interglaciaal is een relatief warme periode uit het ijstijdvak en onderdeel van het Bavelien. Het heeft een ouderdom van ongeveer 1 Ma en had een bijzondere flora en fauna.
Bavel wordt naar het zuiden en westen toe begrensd door autowegen. Aan de overzijde daarvan vindt men de bebouwing van Breda en in het zuidoosten het Ulvenhoutse Bos en het landgoed Anneville. Ten noorden en oosten van Bavel bevindt zich landbouwgebied met, langs de Gilzewouwer Beek, enkele broekbossen.
Ten zuiden van Bavel ligt het landgoed Hondsdonk.

## Voorzieningen
Het dorp heeft een oude dorpskern met diverse historische gebouwen, een gevarieerd aanbod met winkels en horeca  en heeft twee basisscholen: openbare basisschool De Toermalijn en Katholieke basisschool De Spindel. Bavel kent een aktief verenigingsleven met diverse carnavalsclubs, een judovereniging, een voetbalvereniging, handboog- en wipboomschieten en diverse biljart- en tennisverenigingen. Harmonie Sint-Caecilia bestaat 100 jaar in 2023 en is nog zeer actief.  
Beide basisscholen zijn sinds 2021 gevestigd in één gebouw, het Talentencentrum met diverse gemeenschappelijke voorzieningen maar met behoud van de eigen identiteit. Thans is er een tijdelijke MFA De Tussendur. Er zijn vergevorderde plannen voor nieuwbouw op deze locatie.  
Breepark, een evenementenlocatie aan de uiterste oostkant van Breda is gelegen op het grondgebied van Bavel. Vanuit het dorp is Breepark te voet of per fiets bereikbaar, met de auto dient te worden omgereden via de zuidelijke rondweg in Breda. 
De belangenvertegenwoordiging van het (geannexeerde) dorp richting de gemeente Breda loopt via Stichting Dorpsraad Bavel.

## Evenementen
- Carnaval. Met carnaval heet Bavel Baviaonenland. De optocht is op carnavalszondag.
- KPJ Bavel verzorgt met hemelvaart de Lentefeesten, in het centrum van Bavel.
- Bavel Anno, driedaags dorpsfeest elk jaar in juni.
- Bavels Spektakel was een wielerkoers die vanaf midden jaren ‘70 werd gehouden en welke met name eind jaren ‘70 tot midden jaren ‘80  als profcriterium een groot succes was. Grote namen als Jan Raas, Gerrie Knetemann, Adrie van der Poel, Hennie Kuiper en Joop Zoetemelk verschenen in die jaren aan de start.
- Open Monumenten Dag (het tweede weekend van september) wordt o.a. het historische Bavelse Kerkhof opengesteld.
- Bavelse Kermis, elk jaar het eerste weekend na 21 september en de maandag en dinsdag erna.
- Kerststallenroute in december.
- de Bonte Avonden in november.
- Dream Village: meerdaags dance festival, wordt jaarlijks gehouden aan de oostkant van het dorp, nabij buurtschap Lage Aard.
- Bavel Izz Music (BIM): een meerdaags muziekevenement in de stijl van een proms-concert. Dit evenement wordt georganiseerd vanuit de harmonie.

## Verkeer en vervoer
Bavel is alleen op weekdagen per openbaar vervoer bereikbaar met buslijn 171 van Arriva vanuit Breda. Bavel ligt langs de A27 en A58 en nabij knooppunt Sint-Annabosch. Bavel heeft een eigen aansluiting (13) met de A58 welke is verweven met het knooppunt. Op de A27 vanuit de richting Utrecht is Bavel ook vermeld op aansluiting15.  

## Nabijgelegen kernen
Breda, Dorst, Gilze, Ginneken, Molenschot en Ulvenhout.

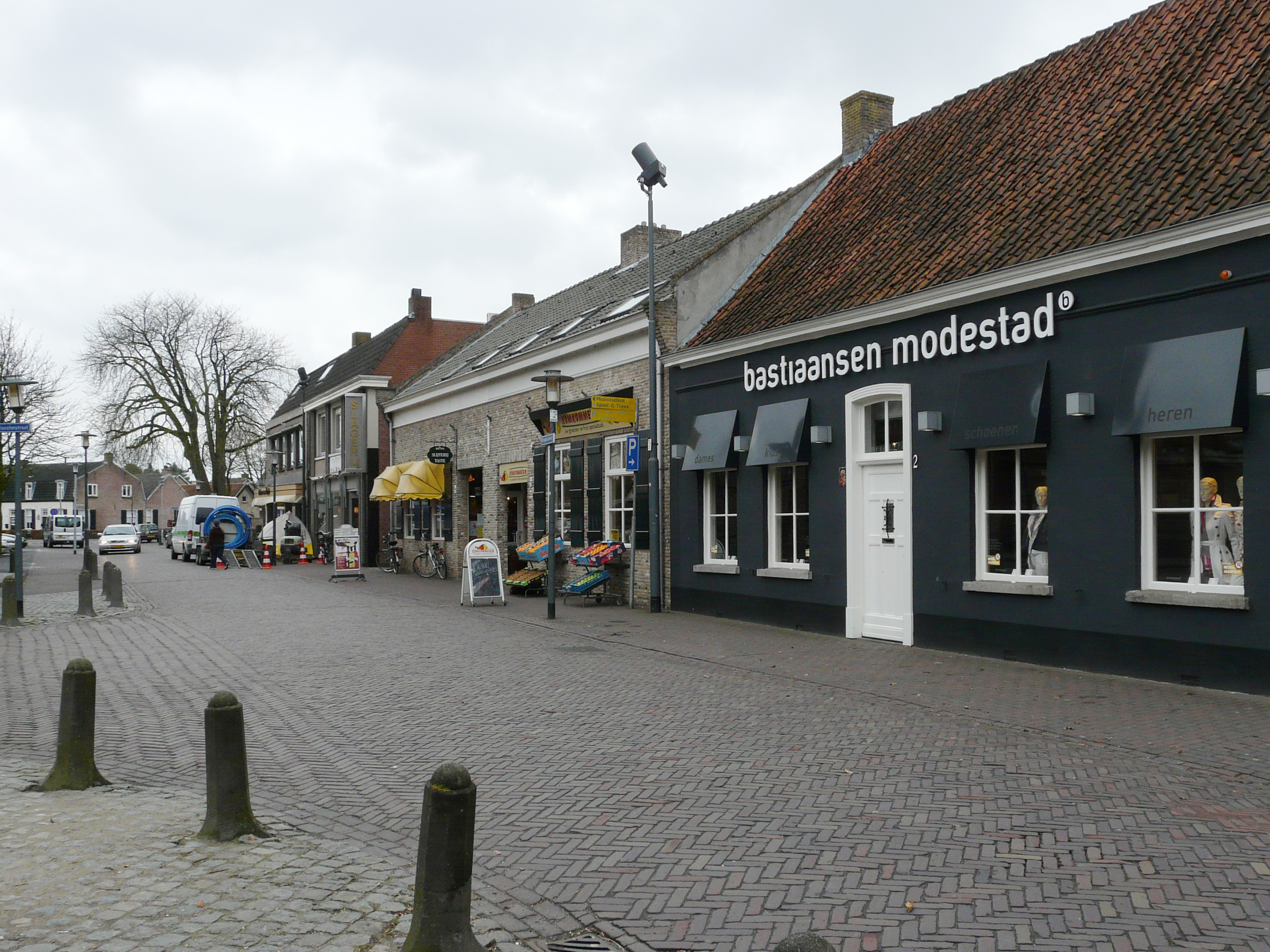
Brigidastraat
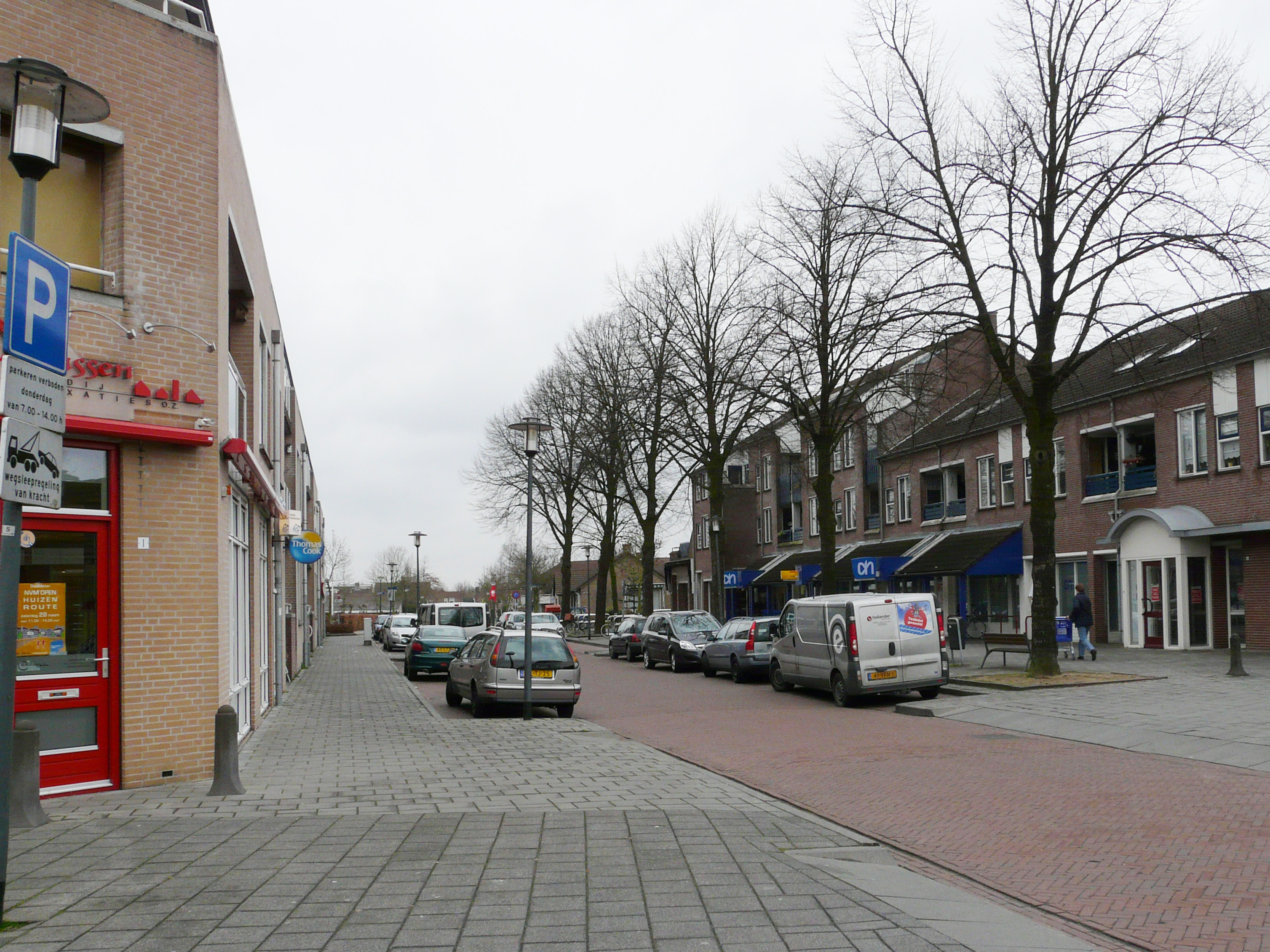
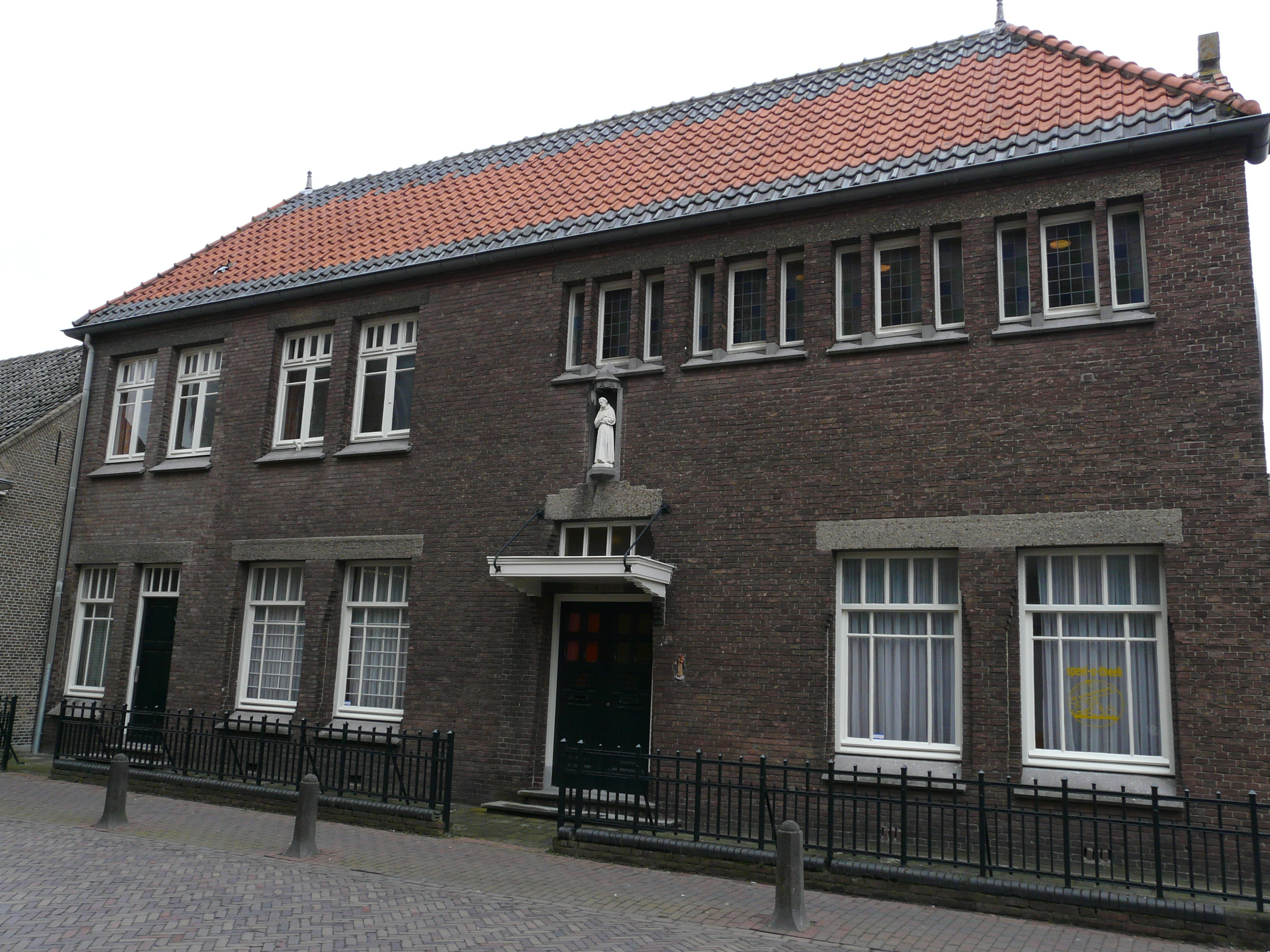
Brigidaklooster

Hoofdplaats: Breda      Dorpen / stadswijken: Bavel (deels) · Effen · Ginneken · Prinsenbeek · Princenhage · Teteringen · Ulvenhout (deels) 

Buurtschappen: Achterste Rith · Bolberg · Diunt · Eikberg · 
IJpelaar · Lage Aard · Lies · Lijndonk · Overa · Rith · Roosberg · Strikberg · Tervoort · Vaareind · Verloren Hoek · Vuchtschoot · Westrik

Noord-Brabant: Steden en dorpen      Nederland: Provincies · Gemeenten
Hoofdplaats: Alphen      Dorpen: Bavel (deels) · Chaam · Galder · Strijbeek · Ulvenhout (deels) 

Buurtschappen: Alphen-Oosterwijk · Anneville · Balleman · Boshoven · Boslust · Couwelaar · Chaamdijk · Dassemus · Druisdijk · Geersbroek · Ginderdoor  · Grazen · Heerstaaien · Heikant · Het Sas · Hondseind · Houtgoor · Kalishoek · Kerzel · Klooster · Kwaalburg · Leg · Looneind · Meijsberg · Notsel · Rakens · Snijders-Chaam · Terover · Venweg · 't Zand 

Noord-Brabant: Steden en dorpen      Nederland: Provincies · Gemeenten
- Library of Congress Control Number: n86074368
- MusicBrainz: 7e51af42-676a-4c56-8840-1cbf969b788d
- Nationale Bibliotheek van Tsjechië: ge1074054
- Nationale Bibliotheek van Israël: 987007560012205171
- Virtual International Authority File: 136126155